# Agrotis venosa
Agrotis venosa là một loài bướm đêm trong họ Noctuidae.